# Six Flags America
Ne doit pas être confondu avec Six Flags Great America.
Six Flags America, est un parc d'attractions situé à Largo, près de Washington, au sud de Baltimore, dans le Maryland. Il appartient au groupe Six Flags. Il contient un parc aquatique nommé Six Flags Hurricane Harbor. 

## Histoire

### Débuts
Tout commence en 1974, quand le milliardaire H. Ross Perot et quelques associés décident de créer un parc animalier étendu sur plus de 160 hectares, à la place d'un champ de tabac et de maïs. La compagnie ABC television rachète le parc l'année suivante, en lui laissant son caractère animalier. 850.000 visiteurs sont attendus, malheureusement, malgré les safaris en jeeps proposés pour observer les lions et les ours, les objectifs ne sont pas atteints. Le groupe ABC perd de l'argent avec ce parc. Il est alors fermé pendant plusieurs années.

### Wild World
Il rouvre en 1982 sous le nom Wild World et sous la direction de Jim Fowler, célèbre zoologiste qui anima pendant plusieurs années une émission télévisée nommée Wild Kingdom.
Le parc a donc été équipé de toboggans aquatiques, d'une piscine à vagues, ... À cette époque, les attractions (non aquatiques) ne sont pas très nombreuses. On trouve cependant déjà une grande roue, des tasses et quelques autres petits manèges. Quand en 1985, Paragon Park, le parc d'attractions de Boston ferma ses portes, ses montagnes russes qui fonctionnait là-bas depuis 1917 furent rapatriées à Wild World. Elles furent renommées The Wild One et mises en service pour l'année 1986. 

### Adventure World
En 1994, Premier Parks rachète Wild World et le renomme Adventure World. Plusieurs montagnes russes sont ajoutées (Python, The Mind Eraser, Cannonball, Roar, ...)

### Six Flags America
Très vite, le parc va devenir la propriété de Six Flags, prenant son nom actuel du fait de sa proximité avec Washington, capitale fédérale des États-Unis d'Amérique. C'est à cette époque que les personnages de Looney Tunes et que la zone consacrée à l'univers de Batman furent intégrés au parc
En 2005, le parc aquatique Paradise Island subit de nombreuses améliorations et devient par la même occasion Six Flags Hurricane Harbor.
Le 1er mai 2025, le parc a annoncé sa fermeture définitive dès la fin de la saison. 

## Parc
Les différentes zones du parc :
- Olde Boston
- Looney Tunes Movie Town
- Mardi Gras
- Nantucket
- Gotham City
- Skull Island
- Coyote Creek

### Montagnes russes

#### En fonction
| Nom                                          | Type                                         | Constructeur                 | Année d'ouverture | Zone                    |
| -------------------------------------------- | -------------------------------------------- | ---------------------------- | ----------------- | ----------------------- |
| Batwing                                      | Montagnes russes volantes                    | Vekoma                       | 2001              | Gotham City             |
| Firebird Anciennement Apocalypse (2012-2018) | Montagnes russes sans sol                    | Bolliger & Mabillard         | 2019              | Skull Island            |
| Great Chase                                  | Montagnes russes assises                     | Zamperla                     | 1999              | Looney Tunes Movie Town |
| The Joker's Jinx                             | Montagnes russes lancées                     | Premier Rides                | 1999              | Gotham City             |
| The Mind Eraser                              | Montagnes russes inversées Vekoma SLC 689    | Vekoma                       | 1995              | Coyote Creek            |
| Ragin'Cajun                                  | Montagnes russes tournoyantes                | Zamperla                     | 2014              | Mardi Gras              |
| Roar                                         | Montagnes russes en bois                     | Great Coasters International | 1998              | Skull Island            |
| Superman - Ride Of Steel                     | Méga montagnes russes Hyper montagnes russes | Intamin                      | 2000              | Gotham City             |
| The Wild One                                 | Montagnes russes en bois                     | Dinn Corporation             | 1986              | Southwest Territory     |

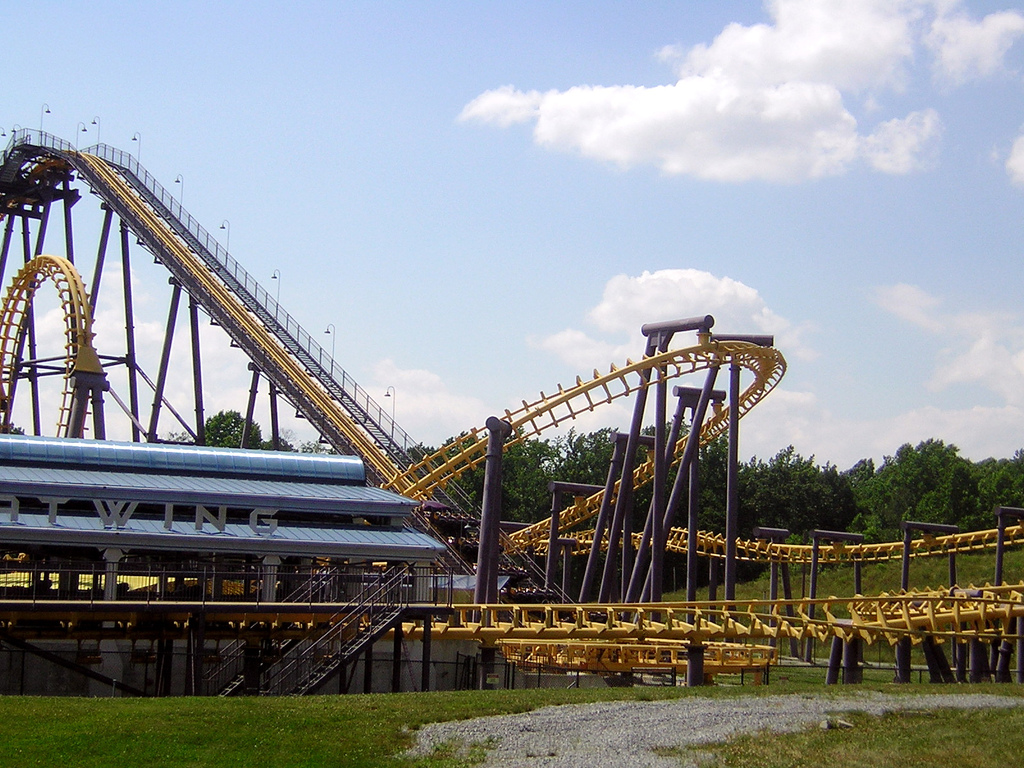
Batwing
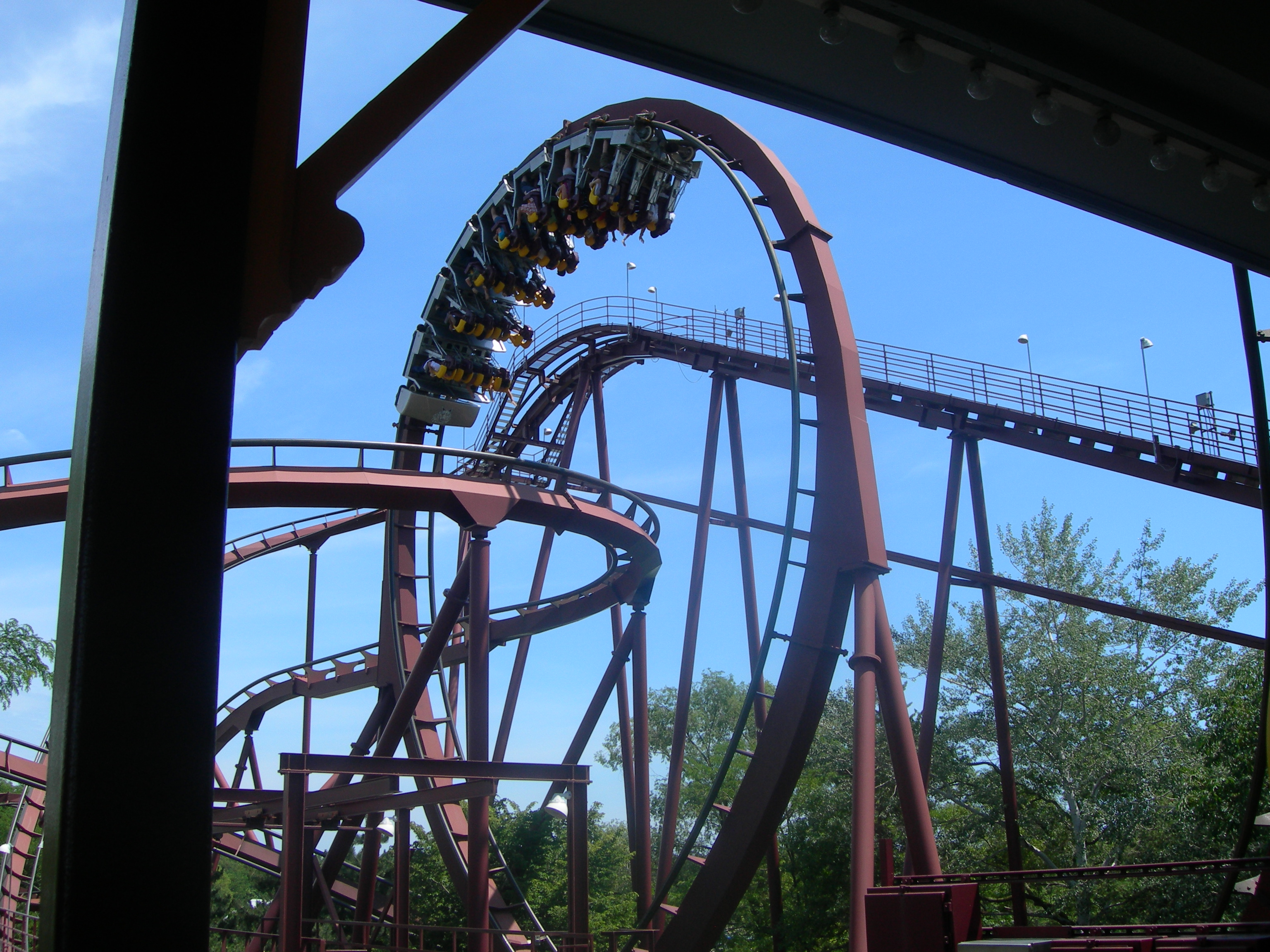
Firebird
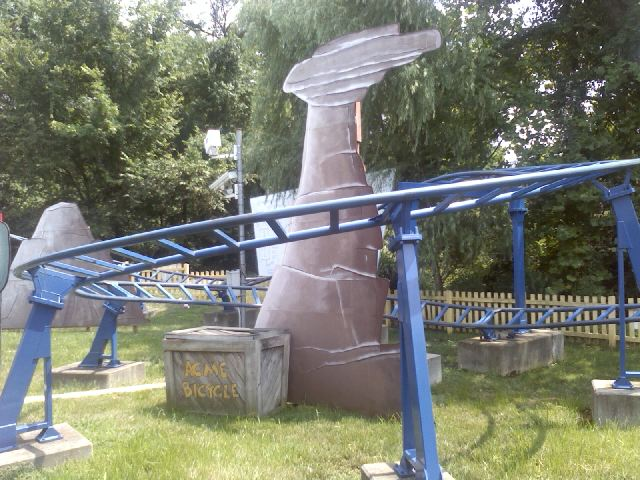
Great Chase
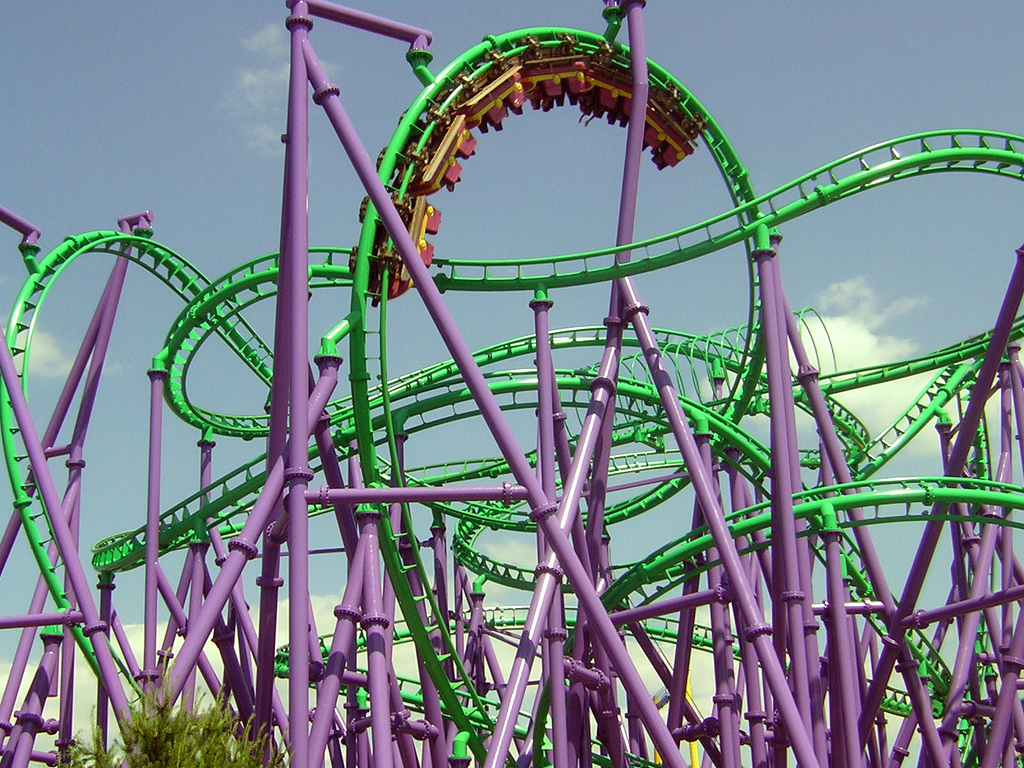
The Joker's Jinx
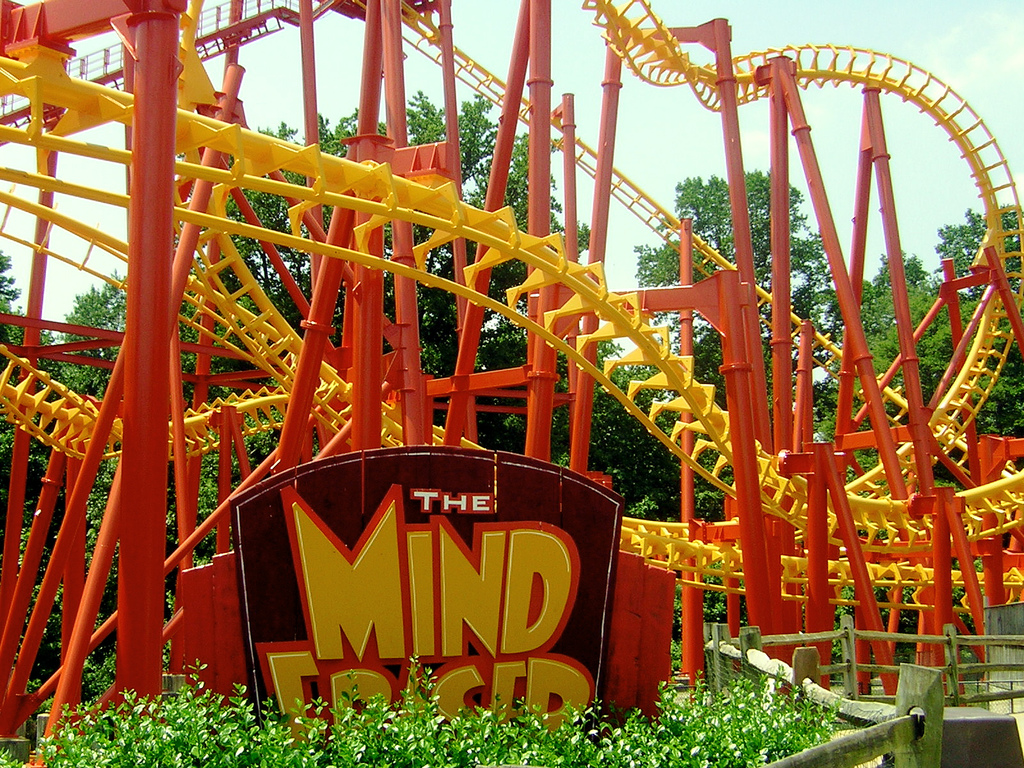
The Mind Eraser
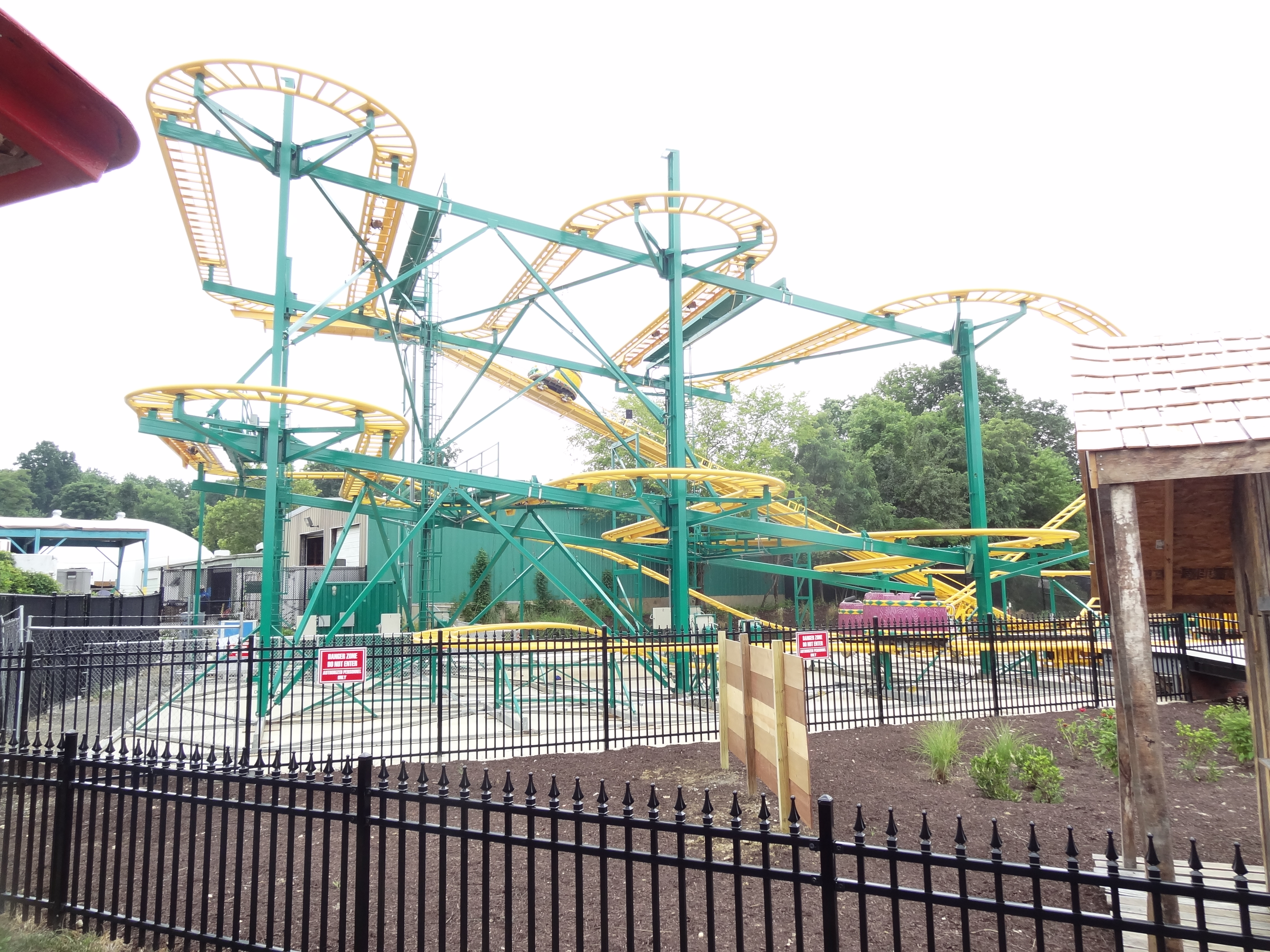
Ragin'Cajun
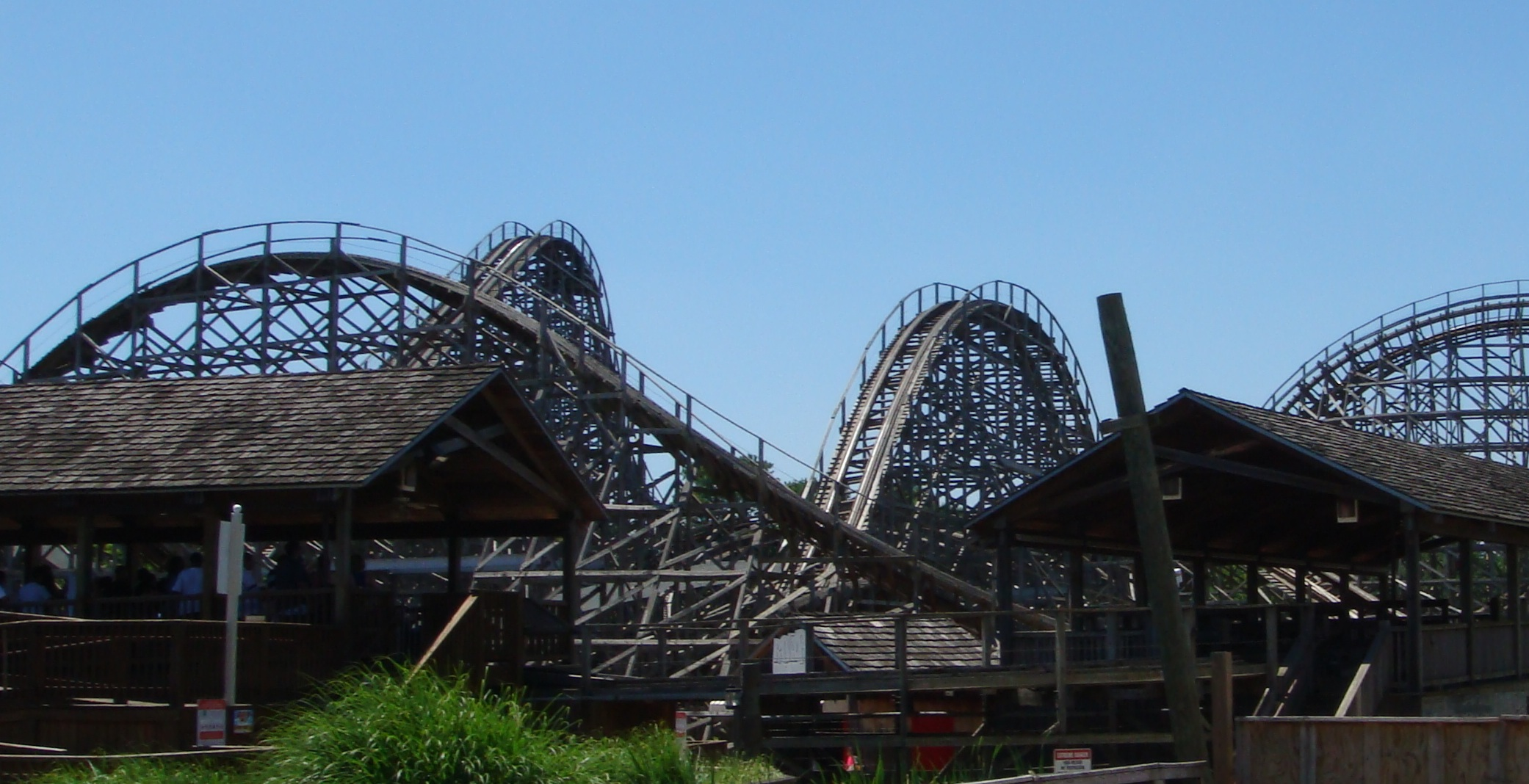
Roar
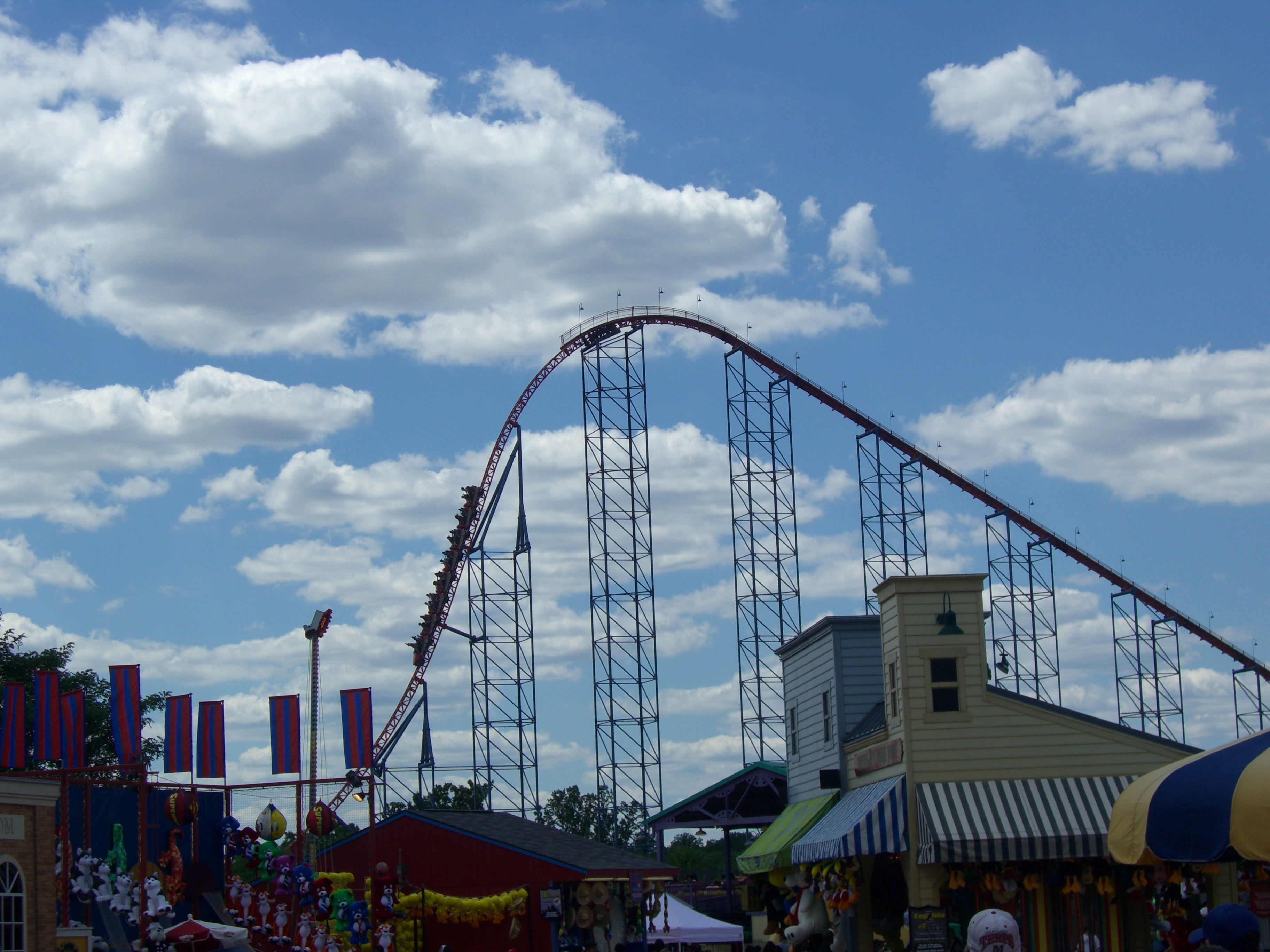
Superman - Ride Of Steel
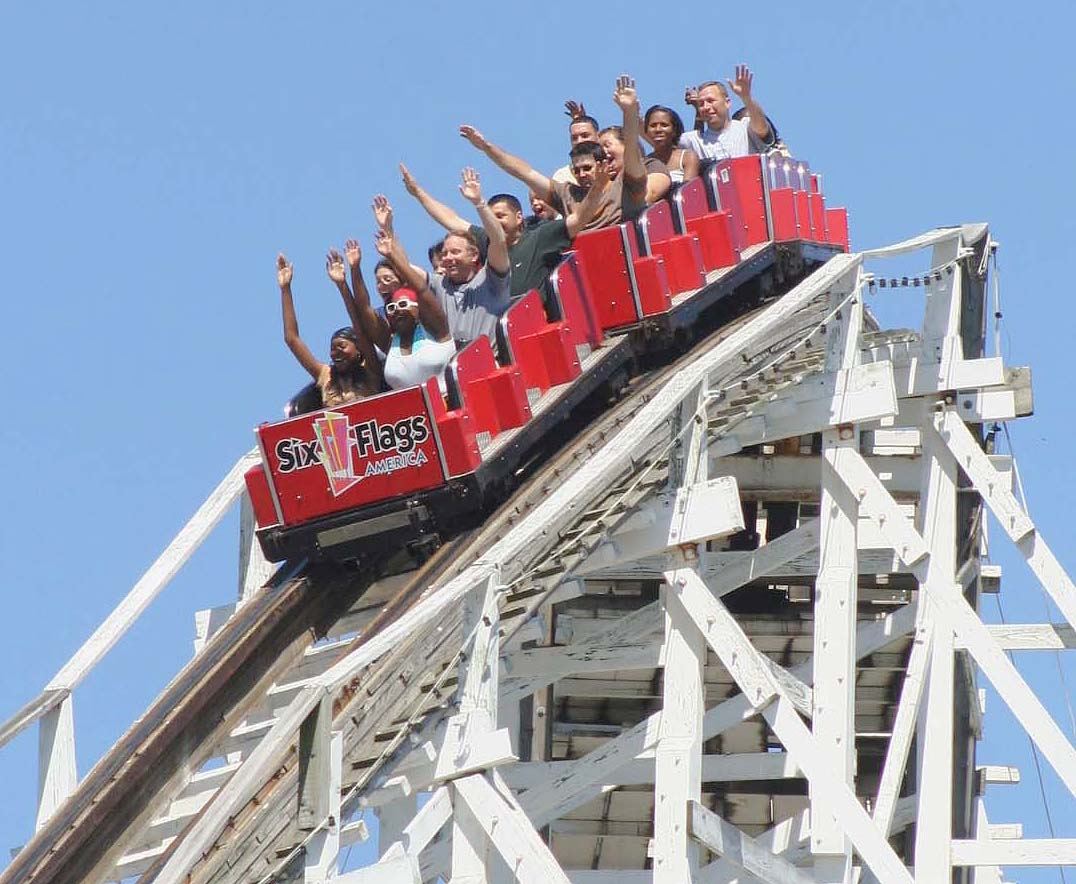
The Wild One

#### Disparues
| Nom                                   | Type                                                            | Constructeur         | Année d'ouverture | Année de fermeture |
| ------------------------------------- | --------------------------------------------------------------- | -------------------- | ----------------- | ------------------ |
| Apocalypse                            | Montagnes russes en position verticale                          | Bolliger & Mabillard | 2012              | 2018               |
| The Great Alonzo's Cannonball Coaster | montagnes russes assises                                        | Molina & Son's       | 1993              | 1998               |
| Python                                | montagnes russes lancées navette                                | Arrow Dynamics       | 1993              | 1998               |
| Two-Face: The Flip Side               | montagnes russes inversées montagnes russes navette / Invertigo | Vekoma               | 1999              | 2007               |
| Nom Inconnu (jamais construit)        | montagnes russes pipeline                                       | Togo                 | 2006              | 2010               |

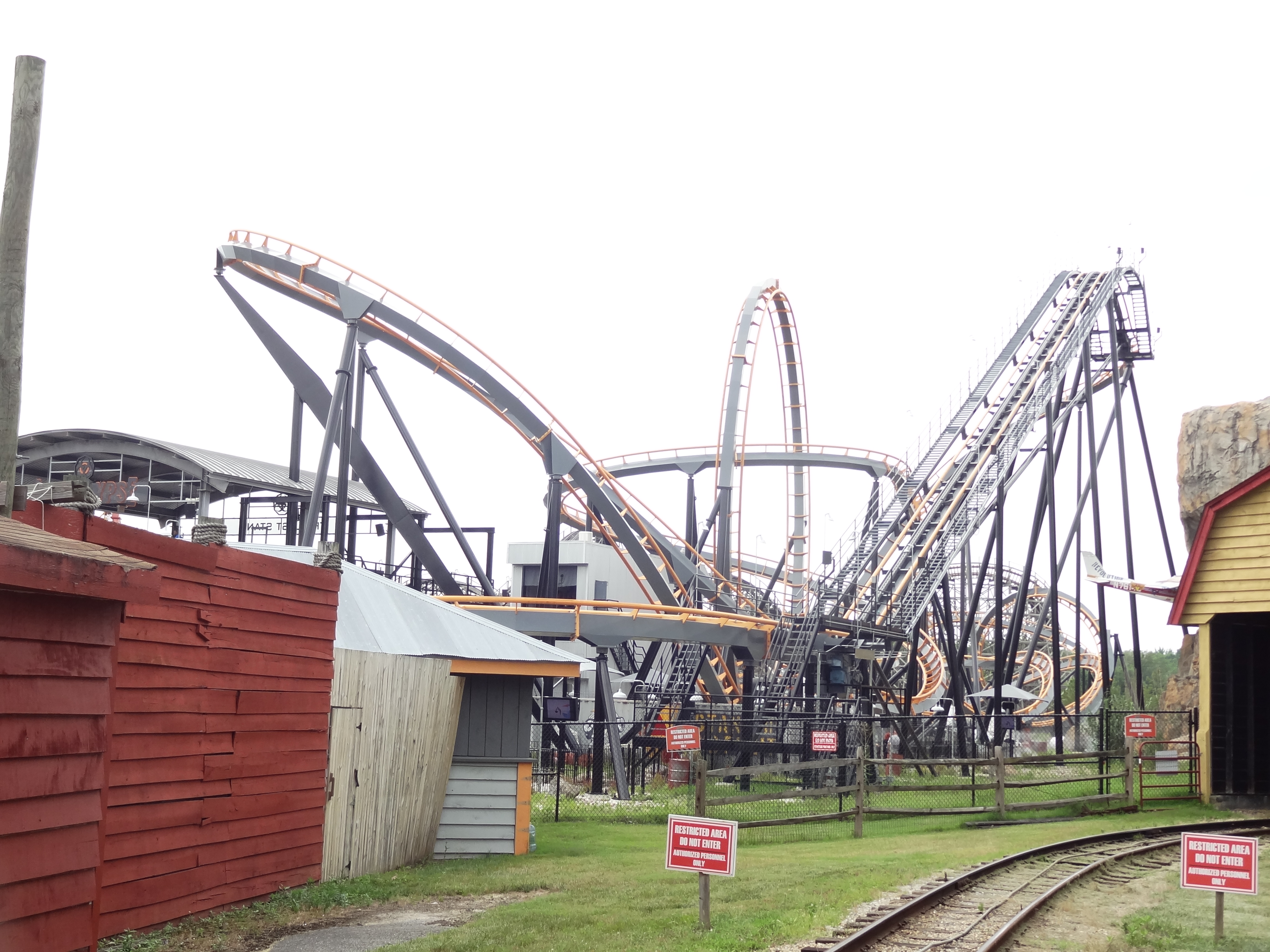
Apocalypse
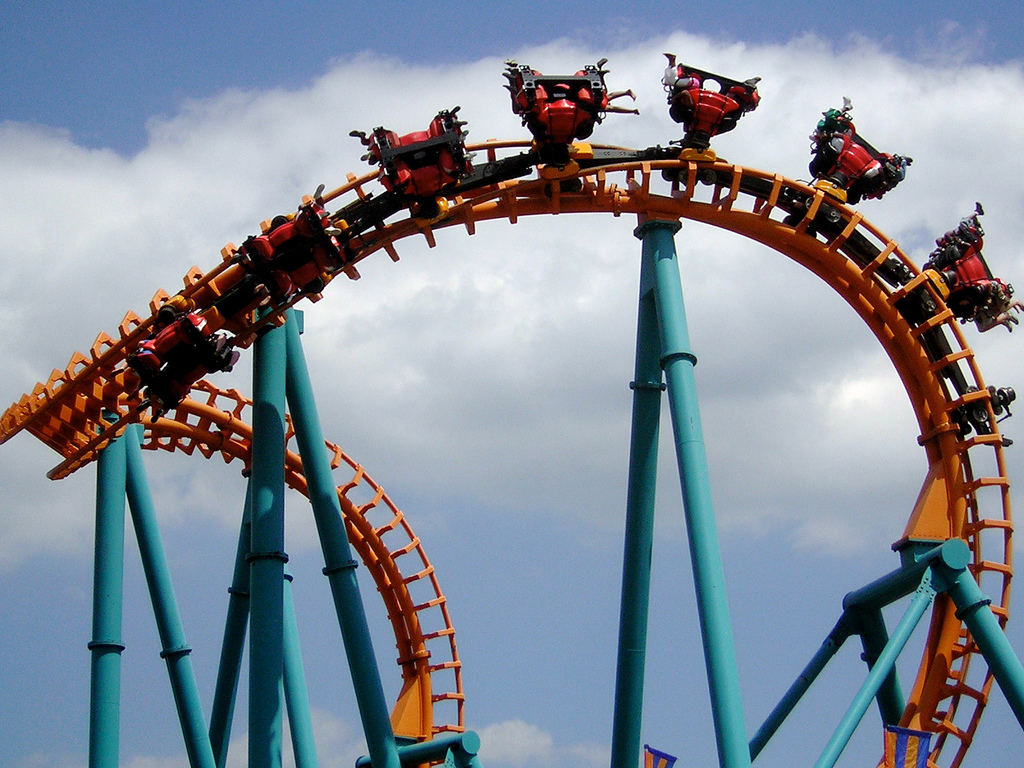
Two-Face: The Flip Side

### Attractions aquatiques
| Nom                          | Type                   | Constructeur                   | Année |
| ---------------------------- | ---------------------- | ------------------------------ | ----- |
| Renegade Rapids              | Bouées / Rapids Ride   | Hopkins Rides                  | 1995  |
| Shipwreck Falls              | Shoot the Chute        | Hopkins Rides                  | 1993  |
| Skull Mountain               | Bûches                 | Intamin                        | 1997  |
| The Penguin's Blizzard River | Bouées / Spinning Raft | WhiteWater West Industries LTD | 2003  |

### Autres attractions
| Nom                         | Type               | Constructeur | Année d'ouverture |
| --------------------------- | ------------------ | ------------ | ----------------- |
| Around the World in 80 Days | Grande Roue        | /            | /                 |
| Carrousel                   | Carrousel          | /            | /                 |
| Coyote Creek Crazy Cars     | Autos tamponneuses | /            | /                 |
| Flying Carrousel            | Chaises volantes   | /            | /                 |
| Octopus                     | Pieuvre            | /            | 2000              |
| Pirate's Flight             | Bateau à bascule   | Intamin      | /                 |
| Riddle Me This              | Round-up           | /            | 1996              |
| Rodeo                       | Breakdance         | Huss Rides   | 1990              |
| Tower of Doom               | Tour de chute      | Intamin      | 1996              |